# دارن کار
دارن کار (انگلیسی: Darren Carr؛ زادهٔ ۴ سپتامبر ۱۹۶۸) بازیکن فوتبال اهل بریتانیا است.
از باشگاه‌هایی که در آن بازی کرده‌است می‌توان به باشگاه فوتبال بث سیتی، باشگاه فوتبال نیوپورت کانتی، باشگاه فوتبال بریستول راورز، باشگاه فوتبال چسترفیلد، و باشگاه فوتبال لینکولن سیتی اشاره کرد.